# Kamionka
Kamionka är en ort och kommun i distriktet Lubartów powiat, Lublins vojvodskap, Polen. Orten har cirka 1 800 invånare, kommunen har cirka 6 500 invånare.